# Drepanomenia incrustata
Drepanomenia incrustata is een Solenogastressoort uit de familie van de Drepanomeniidae. De wetenschappelijke naam van de soort is voor het eerst geldig gepubliceerd in 1877 door Koren & Danielssen.